# Čápi s mákem
Čápi s mákem jsou reality show na TV Prima, obdoba TV pořadu Prostřeno. Na rozdíl od pravidelného pořadu Prostřeno byl pořad Čápi s mákem vysílán pouze jednou (od 30. srpna do 4. října 2010), kdy konkuroval Talentmanii. Druhý rozdíl je v účastnících, kteří jsou vybráni ze světa showbyznysu až bulváru.

## 1. série

### Soutěžící
- Agáta Hanychová
- Eva Máziková
- Nora Mojsejová
- Dolly Buster
- Iveta Bartošová
- Zuzana Belohorcová

### Porota
- Lída Žamberyová – účastnice pořadu Prostřeno

## 2. série

### Soutěžící
- Roland Desperado Ricco
- Marián Zázrivý
- Robert Rosenberg
- Dominika Mesarošová
- Zuzana Hajdu
- Barbora Balúchová